# Echorouk
Echorouk (arabisch جريدة الشروق اليومي) ist eine algerische Tageszeitung, die in arabischer Sprache erscheint. Sie ist nach El Khabar die zweitgrößte arabische Tageszeitung.

## Geschichte
Echorouk erscheint seit den 1990er Jahren als unabhängige und oft regierungskritische Zeitung.
Im Jahr 2006 wurden zwei Journalisten der Zeitung zu jeweils sechs Monaten Haft und umgerechnet etwa 220 Euro Geldstrafe verurteilt, nachdem diese in zwei Artikeln die Behauptung aufgestellt hatten, der libysche Regierungschef Muammar al-Gaddafi habe Verhandlungen mit Tuareg zur Gründung eines eigenen Staates begonnen. Das Erscheinen der Zeitung selbst wurde für zwei Monate verboten und sie zu umgerechnet 5.500 Euro Schadensersatzzahlung an Gaddafi verpflichtet. Die Nichtregierungsorganisation Reporter ohne Grenzen kritisierte, das Urteil sei ein Beispiel für die „Absurdität und Unterwürfigkeit des algerischen Justizsystems“. Dieses diene Algeriens diplomatischen Interessen im Ausland.